# Championnat d'Espagne masculin de handball 2007-2008
Navigation
Liga ASOBAL 2006-2007 Liga ASOBAL 2008-2009
La saison 2007-2008 de la Liga ASOBAL est la 48e édition de la première division espagnole de handball, au cours de laquelle le BM Ciudad Real défend son titre.
Le BM Ciudad Real remporte son 3e titre dans la compétition et devance le FC Barcelone de 2 points. 
Bien que Ciudad Real ait réalisé une saison parfaite, remportant les 4 compétitions nationales ainsi que la Ligue des champions, seuls deux de ces joueurs figurent parmi les meilleurs joueurs de la saison.

## Classement final
|    | Équipe                      | Pts | J  | G  | N | P  | Bp   | Bc   | Diff |
| -- | --------------------------- | --- | -- | -- | - | -- | ---- | ---- | ---- |
| 1  | BM Ciudad Real (T, R, A, S) | 53  | 30 | 26 | 1 | 3  | 964  | 776  | 188  |
| 2  | FC Barcelone                | 51  | 30 | 25 | 1 | 4  | 1021 | 818  | 203  |
| 3  | CB Ademar León              | 46  | 30 | 20 | 6 | 4  | 850  | 778  | 72   |
| 4  | Portland San Antonio        | 45  | 30 | 21 | 3 | 6  | 966  | 858  | 108  |
| 5  | BM Valladolid               | 39  | 30 | 19 | 1 | 10 | 933  | 858  | 75   |
| 6  | BM Aragón                   | 36  | 30 | 17 | 2 | 11 | 909  | 856  | 53   |
| 7  | JD Arrate                   | 31  | 30 | 14 | 3 | 13 | 831  | 843  | -12  |
| 8  | Tabisam Torrevieja          | 24  | 30 | 11 | 2 | 17 | 792  | 835  | -43  |
| 9  | BM Antequera                | 24  | 30 | 11 | 2 | 17 | 785  | 836  | -51  |
| 10 | SD Teucro                   | 24  | 30 | 11 | 2 | 17 | 784  | 898  | -114 |
| 11 | Pilotes Posada              | 20  | 30 | 7  | 6 | 17 | 803  | 859  | -56  |
| 12 | Naturhouse La Rioja         | 19  | 30 | 8  | 3 | 19 | 841  | 881  | -40  |
| 12 | Fraikin Granollers          | 19  | 30 | 9  | 1 | 20 | 815  | 868  | -53  |
| 14 | Teka Cantabria              | 17  | 30 | 8  | 1 | 21 | 777  | 881  | -104 |
| 15 | Keymare Almería             | 16  | 30 | 7  | 2 | 21 | 789  | 871  | -82  |
| 16 | Algeciras BM                | 16  | 30 | 6  | 4 | 20 | 869  | 1023 | -154 |

|     | Qualification pour la Ligue des champions |
|     | Qualification pour la coupe des Coupes    |
|     | Qualification pour la Coupe de l'EHF      |
|     | Relégation administrative en Division 2   |
|     | Relégation en Division 2                  |
| (T) | Tenant du titre                           |
| (R) | Vainqueur de la Coupe du Roi              |
| (A) | Vainqueur de la Coupe ASOBAL              |
| (S) | Vainqueur de la Supercoupe d'Espagne      |
| (P) | Promu de Division 2 en début de saison    |

Le Teka Cantabria, sauvé de la relégation sportive la saison précédente du fait des difficultés financières du BM Altea, est à son tour relégué pour causes financières. Par conséquent, le Keymare Almería est maintenu en Liga ASOBAL.
Parmi les résultats, le 1er mai, le BM Ciudad Real reçoit le FC Barcelone, son dauphin avec 2 points de retard. Mené à la mi-temps (12-15) et une bonne partie du match, Ciudad Real fait la différence en fin de match en inscrivant un 9-5, synonyme de victoire (29-25) et de 3e titre de champion d'Espagne.
- BM Ciudad Real : Hombrados, Šterbik – Källman (5), Stefánsson (6), Davis (2), Parrondo (1), Uríos (4), Metličić (2), Rutenka (4), Zorman (-), Entrerríos (3), Morros (2), Masachs (-), Dinart.
- FC Barcelone : Hvidt, Barrufet – Nøddesbo (6), Juanín (4), Tomás (2), Garabaya (-), Lozano (-), Fernandez (-), Ugalde (1), Romero (4), Nagy (4), Larholm (1), Rocas (3, 2p), Xepkin.

## Le champion d'Espagne
| Champion d'Espagne 2007-2008 BM Ciudad Real 3e titre |

L'effectif du BM Ciudad Real pour la saison 2007-2008 était,, :

## Statistiques et récompenses

### Meilleurs joueurs
Les meilleurs joueurs du Championnat d'Espagne masculin de handball 2007-2008 ont été élus par les entraîneurs de la Liga ASOBAL
| Poste           | Joueur            | Équipe               |
| --------------- | ----------------- | -------------------- |
| Meilleur joueur | Cristian Malmagro | Portland San Antonio |
| Gardien de but  | / Arpad Šterbik   | BM Ciudad Real       |
| Ailier gauche   | Juanín García     | FC Barcelone         |
| Arrière gauche  | Demetrio Lozano   | FC Barcelone         |
| Pivot           | Hector Castresana | CB Ademar León       |
| Demi-centre     | Daniel Sarmiento  | CB Ademar León       |
| Arrière droit   | Cristian Malmagro | Portland San Antonio |
| Ailier droit    | Albert Rocas      | Portland San Antonio |
| Défenseur       | Viran Morros      | BM Ciudad Real       |
| Entraîneur      | Jordi Ribera      | CB Ademar León       |

### Meilleurs buteurs
| Joueur             | Buts | Équipe               |
| ------------------ | ---- | -------------------- |
| Iker Romero        | 197  | FC Barcelone         |
| Alen Muratović     | 174  | BM Valladolid        |
| Håvard Tvedten     | 174  | Naturhouse La Rioja  |
| Siarhei Rutenka    | 171  | BM Ciudad Real       |
| Carlos Ruesga      | 170  | Portland San Antonio |
| Rául Campos        | 166  | Fraikin Granollers   |
| Ivan Čupić         | 164  | Pilotes Posada       |
| Valero Rivera      | 163  | Algeciras BM         |
| Mariusz Jurkiewicz | 154  | JD Arrate            |
| Dalibor Čutura     | 153  | JD Arrate            |